# مقولة (السدة)

تعديل مصدري - تعديل

مقولة هي إحدى قرى عزلة الزعلاء بمديرية السدة التابعة لمحافظة إب، بلغ تعداد سكانها 821 نسمة حسب تعداد اليمن لعام 2004.